# ياسين العلوي الإسماعيلي
ياسين العلوي الإسماعيلي ويشتهر باسم يورياس مصور وفنان أداء مغربي مقيم في مدنية الدار البيضاء المغربية. يختص يورياس كمصور بفن تصوير الشارع.
شرع في التصوير في 2007 لما كان فريق رقص الهيبة كنغزو (Lhiba Kingzoo) الذي كان ينتمي إليه سيذهب إلى سالزبورغ النمساوية للأداء. اشترى آلة تصوير بيسطة في جوتية ليشارك صورا من الرحلة مع عائلته.

## مشاريع

### من الشارع إلى الألعاب الأولمبية
يؤرخ رحلة رقص بريك دانس في بلدان كثيرة مثل السنغال والمغرب والجزائر وفرنسا وهولندا وألمانيا، ويقدم لحظات خاصة في ثقافة الرقص ومجتمعه مثل قصة آمر الجسمي الشهير زولو ريما وهو راقص بريك دانس تونسي بدون ساقين.

### كازابلانكا، لا الفيلم
يقدم صورا من شوارع الدار البيضاء، وهي العاصمة الاقتصادية للمملكة المغربية وكبرى مدنها، وتعارض هذه الصور الصورا الاستشراقية للمدنية المنبثقة من فيلم «كازابلانكا» الأميركي من 1942 

### صورتنا
نظم يورياس بداية عام 2020 معرض تحت عنوان صورتنا يقدم «المصورين المغاربة من اليوم ومن الغد،» وهو المعرض الافتتاحي للمتحف الوطني للتصوير بالعاصمة المغربية الرباط.
في كلمة قال يورياس: «أنا مقتنع بأن التطور البصري له دور في التطور الاجتماعي الاقتصادي للبلد. بالنسبة لي، هذا هنا يعني أن المغرب قادر على تمثيل نفسه بالصور وأننا قادرون على إنتاج صور، وعلى الدفاع عنها، وعلى نشرها، وعلى عرضها ورؤيتها.»